# Árbol de navidad de aluminio

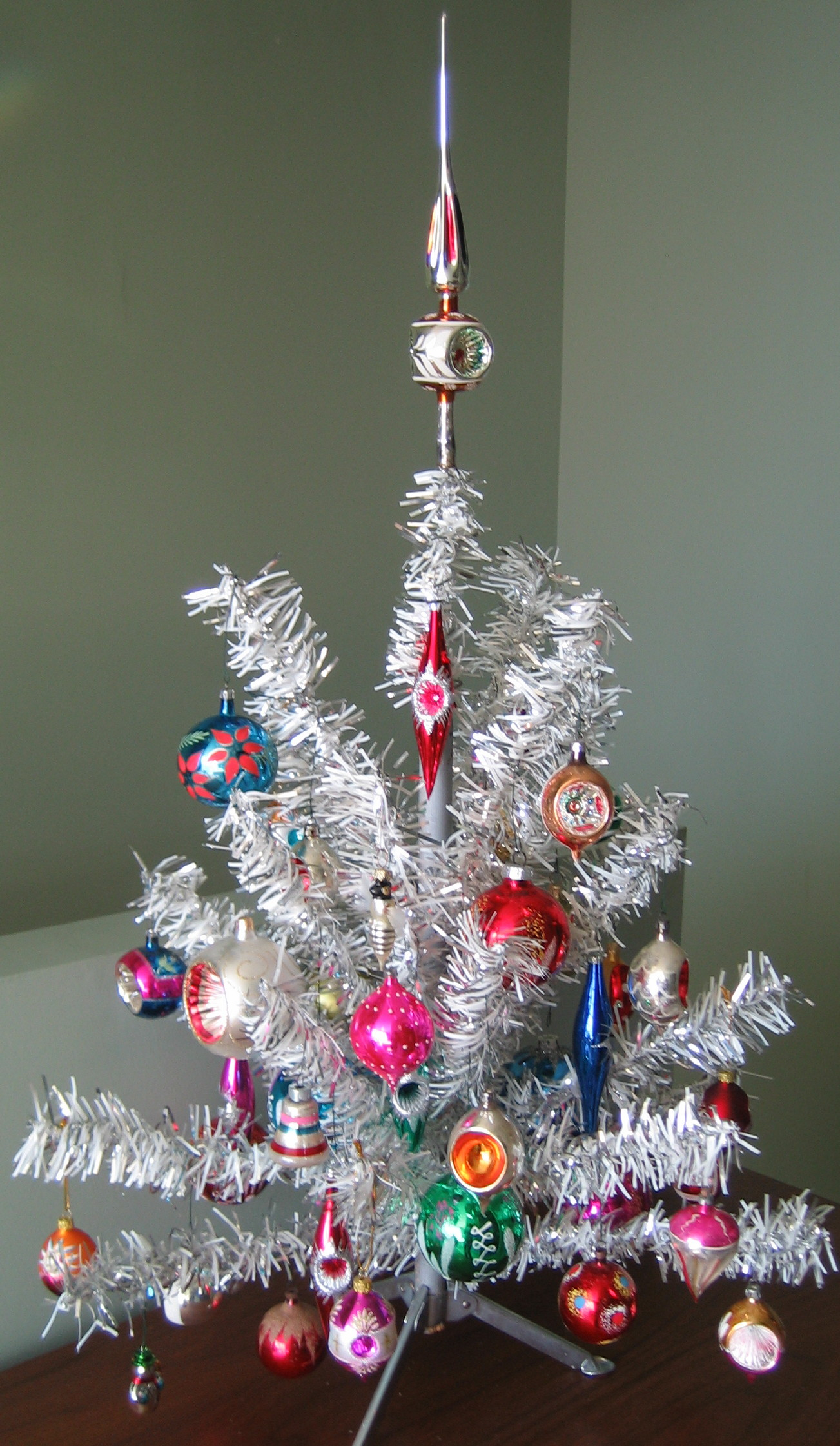
Árbol de Navidad de aluminio

Un árbol de Navidad de aluminio es un tipo especial de árbol de Navidad artificial popular en los Estados Unidos desde 1958 hasta mediados de la década de 1960. Como su nombre sugiere, este árbol está hecho de aluminio, incluyendo agujas de papel de aluminio e iluminación proyectada desde abajo.
El árbol de Navidad de aluminio fue usado como símbolo de comercialización de la Navidad en el aclamado programa especial de televisión La Navidad de Charlie Brown, el cual desacreditó su ideoneidad como decoración navideña. Para mediados de los años 2000, los árboles de aluminio encontraron un mercado secundario en línea, vendiéndose a menudo por altos precios. Estos árboles también han aparecido en colecciones de museos.

## Historia

### Fabricación
Se dice que los árboles de aluminio son los primeros árboles artificiales de Navidad de color distinto al verde. Es más acertado decir que los árboles de Navidad de aluminio son los primeros árboles de Navidad de color distinto al verde que han conseguido tener éxito comercial a gran escala. Mucho antes de que los árboles de Navidad de aluminio fueran comercializados al menos hasta finales de la década de los 1800, se fabricaban árboles de Navidad blancos envolviendo ramas con tiras de algodón, simulando la apariencia de árboles cubiertos de nieve. Estos árboles funcionaban bien como adorno y no soltaban agujas. Después de Navidad, el algodón se quitaba de las ramas y se guardaba junto con los adornos para el año siguiente mientras que las ramas se quemaban o se desechaban.
Los árboles con nieve artificial, reales o artificiales, se pusieron de moda durante la década de 1930 y han estado disponibles comercialmente desde entonces. Un número de 1937 de la revista Popular Science proponía cubrir los árboles de Navidad con pintura de aluminio usando una pistola de espray para que parecieran "cubiertos de plata fundida".
Los árboles de Navidad de aluminio se empezaron a fabricar comercialmente en algún momento alrededor de 1955, permaneciendo populares durante la década de 1960. Los árboles fueron fabricados por primera vez por Modern Coatings, Inc. de Chicago. Entre 1959 y 1969 la mayoría de los árboles de Navidad de aluminio fueron producidos en Manitowoc, Wisconsin, por la Aluminium Specialty Company. En esa misma década la empresa produjo más de un millón de árboles de aluminio.

### Popularidad
Durante la década de 1960, los árboles de Navidad de aluminio tuvieron su momento de mayor popularidad. A medida que pasaron los mediados de los 60, el interés por los árboles de Navidad empezó a decaer, muchos de ellos fueron desechados o relegados a acabar en áticos o sótanos. El lanzamiento de La Navidad de Charlie Brown en 1965 se corresponde con el fin de la era del árbol de aluminio, y para 1967 ya habrían desaparecido prácticamente por completo.
A la vista de la popularidad del árbol de aluminio, se vendían árboles en el catálogo de Sears.

### Resurgimiento
Hacia 1989 ya no era infrecuente encontrar árboles de Navidad de aluminio a la venta en ventas de garaje por unos 25 centavos. Recientemente se ha visto un resurgir en la popularidad de los árboles de Navidad de aluminio. Los coleccionistas compran y venden los árboles, especialmente en sitios de subasta electrónica. Un árbol de aluminio rosa de unos 2 metros, considerado una rareza, se vendió en internet por 3600 U$D en 2005.

## Diseño
Los árboles de Navidad de aluminio consistían en ramas de aluminio pegadas a un poste central de madera o aluminio. El palo central está perforado de tal manera que al introducir las ramas de aluminio quedan en un ángulo que acaba confiriendo forma de árbol al conjunto. Las ramas de aluminio tienen a su vez "agujas" de papel de aluminio. Se tarda unos 15 minutos en montar cada árbol.
Los primeros árboles de aluminio no se podían iluminar de la misma manera que los árboles de Navidad tradicionales o incluso otros árboles artificiales. Por motivos relacionados con riesgo de incendio no se podían hacer pasar luces a través de las ramas del árbol, dado que colocar luces eléctricas a través de un árbol de aluminio podría causar un cortocircuito. El método más común de iluminación consistía en una "rueda de color" que se situaba en el suelo, debajo del árbol. La rueda de color presentaba varios segmentos coloreados en una rueda de plástico. Cuando la rueda rotaba, una luz brillaba a través del plástico mostrando un conjunto de colores a través de las ramas metálicas del árbol.
Los árboles de Navidad de aluminio han sido a menudo descritos como futuristas o de manera tal que su estilo evocaba al brillo de la era espacial. Un artículo de la revista Money publicado en la web de la CNN en 2004 calificaba el diseño de los árboles de Navidad de aluminio como "ingenioso". El mismo artículo afirmaba que, una vez que los árboles conseguían dejar a un lado su bagaje cultural como iconos del mal gusto, constituían, de hecho, una bonita pieza de decoración.